# Комплекс з виробництва добрив в Уельві
Комплекс з виробництва добрив в Уельві — виробничий майданчик на півдні Іспанії на околиці міста Уельва.

## Переробка фосфоритів
Завод фосфорної кислоти та комплексних добрив в Уельві спорудила компанія Fosfórico Español (FESA), власниками якої на паритетних засадах були SA Cros та Explosivos Rio Tinto (ERT, виникла у 1970-му унаслідок злиття хімічної Unión Española de Explosivos та гірничодобувної Compañía Española de Minas de Río Tinto (CEMRT)). За одними даними, завод почав роботу у 1973 році, втім, також є відомості про переробку фосфоритів вже з 1967 (або навіть 1965) року.
Майданчик споживав марокканські фосфорити з отриманням фосфорної кислоти. У 1971-му замовили лінію фосфорної кислоти добовою потужністю 1500 тонн (у перерахунку на пентаоксид фосфору), всього ж у підсумку комплекс отримав п'ять ліній, які переробляли 1,5 млн тонн фосфоритів на рік із випуском 0,5 млн тонн кислоти. Один з проєктів на збільшення потужності був пов'язаний з укладенням в 1982-му угоди з СРСР щодо поставок протягом 10 років 1,4 млн тонн суперфосфорної кислоти (продукт з підвищеною концентрацією фосфорної кислоти — від 67 до 76 % у перерахунку на пентаоксид фосфору).
Частину фосфорної кислоти використовували тут же в Уельві для продукування комплексних добрив. Зокрема, діяла лінія моноамонійфосфату продуктивністю 450 тонн на добу, щонайменше частина продукції якої споживалася для виробництва азотно-фосфорно-калійних (NPK) добрив. Також відомо про лінію діамонійфосфату з показником 600 тонн на добу. В подальшому успішні дослідження щодо використання фосфорної кислоти замість монамонійфосфату в продукуванні NPK-добрив дозволили не пізніше середини 1980-х перепрофілювати лінію монамонійфосфату на виробництво діамонійфосфату. В першій половині 1990-х замовили модернізацію двох ліній діамонійфосфату потужністю 300 та 250 тисяч тонн на рік та лінії NPK-добрив з показником 250 тисяч тонн на рік.
Можливо відзначити, що майданчик не виробляв необхідний для продукування монамонійфосфату та діамонійфосфату аміак, втім, у сусідній індустріальній зоні Палос-де-ла-Фронтера діяло потужне виробництво аміаку, що було створене компанією Fertiberia, що вже у 1974-му була поглинена ERT.

## Сульфатна кислота
Ще однією ключовою сировиною для майданчику виступала сульфатна кислота, обробкою якою фосфоритів і отримують фосфорну кислоту. Вже у 1965-му в Уельві почав роботу завод сульфатної кислоти добовою потужністю 675 тонн на добу, що належав згаданій вище CEMRT та використовував як сировину пірити походженням з потужного видобувного регіону в тій же провінції Уельва — саме розробка мідних та піритових покладів була основою діяльності CEMRT. У 1969-му запустили ще один завод, обладнання якого перемістили з належного CEMRT заводу сульфатної кислоти, що до того працював в районі копалень у Зарандас-Ная (Zarandas-Naya, за шість десятків кілометрів на північний схід від Уельви). Є відомості, що два заводи CEMRT збільшили виробництво зі 134 тисяч тонн у 1971-му до 366 тисяч тонн у 1985-му, при цьому близько половини їх продукції придбала FESA.
У 1975 (за іншими даними — 1973) році FESA ввела в дію власний завод сульфатної кислоти продуктивністю 1045 тонн на добу, що так само використовував технологію спалювання піритів.
Нарешті, сульфатну кислоту могли постачати з розташованого біч-о-біч мідеплавильного заводу Atlantic Copper, головним власником якого спершу так само була ERT (з 1993-го викуплений компанією Freeport-McMoRan). Він почав роботу в 1970-му після переміщення обладнання зі згаданого вище комплексу Зарандас-Ная, при цьому отримував кислоту не від спалювання піритів, а унаслідок нейтралізації шкідливих газів плавильного виробництва.

## Еволюція майданчика

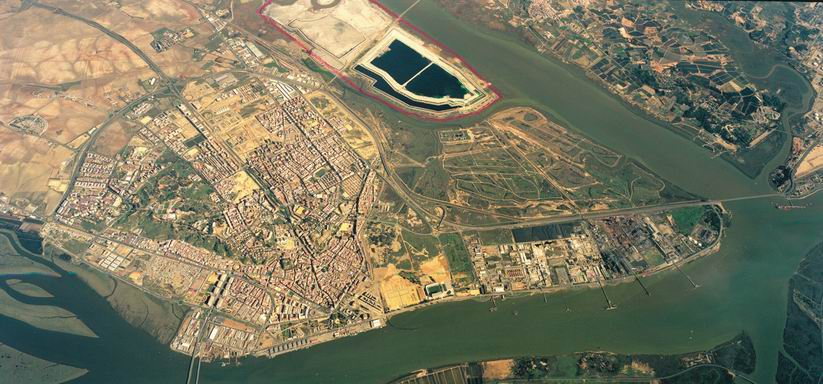
Вид Уельви з повітря. Майданчик заводу розташований у правій частині на мису, утвореному злиттям двох річок, а у верхній частині знімку видно полігон для складування фосфогіпсу

Наприкінці 1980-х унаслідок злиття SA Cros та ERT виник концерн Ercros, під контролем якого, таким чином, опинились всі елементи індустрії добрив в районі Уельви — завод фосфорної кислоти та комплексних добрив, заводи сульфатної кислоти (їх загальна потужність станом на кінець 1990-х оцінювалась у 890 тисяч тонн на рік, причому замість піритів тепер вже спалювали сірку) та завод аміаку. Втім, невдовзі Ercros потрапив у скрутне фінансове становище і, хоч і зміг у підсумку відновити діяльність, проте його активи з виробництва добрив у 1995-му перейшли під контроль групи Villar Mir, яка для управління ними відновила компанію Fertiberia.
У 2001-му Fertiberia оголосила про закриття всіх трьох заводів сульфатної кислоти в Уельві.
З плином часу найбільшою проблемою комплексу стало складування фосфогіпсу, що утворювався при продукуванні фосфорної кислоти у великих обсягах — 2,5 млн тонн на рік при роботі на повній потужності у 0,5 млн тонн кислоти. До 1997-го 20 % фосфогіпсу скидались прямо в естуарій Уельви, тоді як 80 % транспортувались у суміші з морською водою на прибережні болота естуарію. З 1998-го відповідно до екологічних норм Євросоюзу перейшли до складування фофсфогіпсу на полігоні, куди він доставлявся з прісною водою, що після фільтрації поверталась у виробничий цикл підприємства. Втім, протести з природоохоронним підґрунтям призвели в 2010-му до заборони складування фосфогіпсу, якого на той час накопичилось не менш ніж 70 млн тонн (за іншими даними, в районі Уельви скупчилось 120 млн тонн фосфогіпсу, втім, окрім комплексу з виробництва добрив, його також продукував завод поліфосфатів).
Відсутність можливості складування фосфогіпсу означала зупинку виробництва фосфорної кислоти, тоді як продукування діамонійфосфату продовжилось з використанням фосфорної кислоти походженням з Марокко.
У 2013-му прийняли рішення зупинити виробництво діамонійфосфату та закуповувати цей продукт у все тому ж Марокко.